# Generación (física de partículas)
En la física de partículas, una generación es una división de las partículas elementales. Entre generaciones, las partículas difieren solo en su masa. Todas las interacciones [cita requerida] y los números cuánticos son idénticos. El modelo estándar de la física de partículas no predice el número de generaciones aunque lo acota a un máximo de 9.

## Clasificación
Cada generación está dividida en dos leptones y dos quarks. Los dos leptones pueden ser divididos en uno con carga eléctrica -1 (como el electrón) y uno neutro (neutrino); los dos quarks pueden ser divididos en uno con carga -1/3 (tipo abajo) y uno con carga +2/3 (tipo arriba).
|                   | Primera generación   | Segunda generación | Tercera generación |
| ----------------- | -------------------- | ------------------ | ------------------ |
| Leptón cargado    | Electrón             | Muon               | Tau                |
| Neutrino          | Neutrino electrónico | Neutrino muónico   | Neutrino tauónico  |
| Quark tipo abajo  | Quark abajo          | Quark extraño      | Quark fondo        |
| Quark tipo arriba | Quark arriba         | Quark encantado    | Quark cima         |

Cada miembro de una generación mayor tiene mayor masa que la correspondiente partícula de la generación previa, con la excepción de los neutrinos. Por ejemplo: el electrón de primera generación tiene una masa de solo 0.511  MeV, el muon de segunda generación tiene una masa de 106 MeV, y el leptón tau de tercera generación tiene una masa de 1777 MeV (casi el doble de pesado que un protón). Esta jerarquía de masas provoca que las partículas decaigan desde las generaciones altas a las bajas, lo que explica por qué la materia ordinaria (átomos) está compuesta de partículas de la primera generación.
Todo átomo ordinario está entonces compuesto por partículas de primera generación. Los electrones rodean el núcleo atómico hecho de protones y neutrones que contienen quarks arriba y abajo. La segunda y la tercera generación de partículas cargadas no interactúan en la materia normal y solo se ven en entornos de energía extremadamente alta. Los neutrinos de todas las generaciones fluyen a través del universo pero raramente interactúan con la materia normal.

## Posibilidad de una cuarta generación
Sin el modelo estándar, la cuarta generación y las posteriores tendrían cabida bajo consideraciones teóricas. Muchas de éstas están basadas en las sutiles modificaciones de precisión de observables electrodébiles que una generación extra puede inducir; tales modificaciones son desfavorecidas fuertemente por las medidas. Por lo tanto, una cuarta generación con neutrinos ligeros (uno con una masa menor que cerca de 40 GeV) ha sido descartada por las mediciones de los pesos de los bosones Z (LEP, CERN)[cita requerida]. No obstante, búsquedas en colisionadores de alta energía de partículas de una cuarta generación continúa pero hasta ahora no hay evidencia observada.

## Explicación del número de generaciones
Actualmente no se tiene una explicación del número de generaciones, ni siquiera se conoce con seguridad que solo existen tres generaciones. Dentro de algunas teorías altamente especulativas se han apuntado explicaciones para el número de generaciones:
- En la teoría de supercuerdas el número de generaciones coincidiría con el número de "hoyos" de dimensionalidad adecuada en el espacio de Calabi-Yau que constituye el fibrado que dicho esquema añade al espacio-tiempo ordinario[cita requerida].
- En ciertos[¿cuál?] esquemas de teoría del todo, el grupo de simetría básico de las interacciones electrodébiles y fuertes {\displaystyle SU_{col}(3)\times SU_{deb}(2)\times U_{elec}(1)\,} (col = grupo de simetría gauge de color, deb = grupo de simetría rota de la interacción débil, elec = grupo de simetría interacción electromagnética) se complementa con otros tres grupos duales de los anteriores {\displaystyle SU_{fla}(3)\times SU(2)\times U(1)\,}, donde fla = se referiría a la simetría rota de sabor responsable de que existan precisamente tres generaciones[cita requerida].